# Gomesa glaziovii
Gomesa glaziovii är en orkidéart som beskrevs av Célestin Alfred Cogniaux. Gomesa glaziovii ingår i släktet Gomesa och familjen orkidéer. Inga underarter finns listade i Catalogue of Life.